# Джунтоли, Адольфо
Адольфо Джунтоли (итал. Adolfo Giuntoli, 14 мая 1913, Турин, Италия — 11 июня 1981, Рапалло, Италия) — итальянский футболист, полузащитник. Прежде всего известный по выступлениям за клуб «Торино».

## Биография
Во взрослом футболе дебютировал в 1929 году выступлениями за команду клуба «Торино», в которой провёл четыре сезона, приняв участие лишь в 8 матчах чемпионата.
С 1933 по 1936 год поочерёдно играл в составе команд клубов «Вигевано» и «Торино».
Завершил профессиональную игровую карьеру в клубе «Алессандрия», за команду которого выступал на протяжении 1936—1937 годов.
В 1936 году был включен в состав сборной Италии для участия в Олимпийских играх 1936 года. На турнире, который проходил в Берлине, итальянцы завоевали титул олимпийских чемпионов, однако Джунтоли на поле не выходил. В дальнейшем не провёл ни одной официальной игры за сборную.
Умер 11 июня 1981 года на 69-м году жизни в городе Рапалло.